# Салвадор (Серпа)
Салвадор (порт.  Salvador) — фрегезия (район) в муниципалитете Серпа округа Бежа в Португалии. Территория — 288,82 км². Население — 4379 жителей. Плотность населения — 15,2 чел/км².